# Jagannātha Paṇḍitarāja
Jagannātha Paṇḍitarāja (1590 circa – 1665 circa) è stato un poeta e studioso di retorica indiano.
Originario della provincia dell'attuale Madras, di certo rappresenta, nel quadro del generale rifiorire della cultura che ebbe luogo in India nel XVII secolo, una delle personalità di maggior rilievo. Resosi presto noto nel mondo della cultura, venne invitato a Delhi alla corte dei Mughal, ove venne protetto dall'imperatore Shāh Jahān e poi dal figlio di lui Dārā Shikōh: qui Jagannātha raggiunse il culmine della sua fama e, nel 1641, fu appunto insignito del titolo di Paṇḍitarāja, ossia sovrano dei sapienti. 
Benché musulmano, Dārā fu mecenate di artisti anche hindū, e, peraltro, si adoperò per conciliare i dissidi fra seguaci dell'induismo e dell'islamismo: vuole anzi una leggenda - sulla cui fondatezza è legittimo sospendere il giudizio - che proprio per ricambiare la munificenza del suo mecenate Jagannātha abiurasse la fede hindū; e ciò in concomitanza con decisione di sposare, forse in seconde nozze, una donna musulmana. È comunque certo che Jagannātha, incline a entrare in aspre polemiche con poeti e retori contemporanei, fosse non di rado al centro di dispute e di dissapori anche e soprattutto nell'ambiente hindū, che forse decretò la sua espulsione dalla comunità; di fatto dovette abbandonare la corte dei Mughal verso al 1650 per ritirarsi nel Bengala settentrionale, ove morì. 
Gli sono attribuite almeno tredici opere, fra le quali la più nota è il Bhāminīvilāsa (gioco di Bhāminī o gioco della bella donna). Si tratta di una raccolta di strofe singole (muktaka) suddivisa in quattro canti; essi sono dedicati rispettivamente alla saggezza mondana (ovvero al come muoversi nel mondo con sapienza, ma anche con disincanto e astuzia), all'amore, al dolore (in questo canto Jagannātha piange la perdita di una giovanissima donna di nome Bhāminī, tradizionalmente considerata la sua prima moglie: tuttavia il termine bhāminī significa anche, semplicemente, bella donna), e all'appassionata devozione (bhakti) all'amato Dio.